# Wolf-Dietrich Hammann
Wolf-Dietrich Hammann (* 25. Februar 1955 in Erbach bei Ulm) ist ein deutscher Jurist. Von 2009 bis 2013 war er Polizeipräsident Baden-Württembergs. Anschließend war er bis 2016 als Ministerialdirektor im Ministerium für Integration Baden-Württemberg tätig, ehe er 2016 ins Ministerium für Soziales und Integration Baden-Württemberg wechselte. Seit 2010 ist er Honorarprofessor der Universität Konstanz.

## Leben
Seiner Ausbildung im gehobenen Verwaltungsdienst und einem Studium an der Verwaltungshochschule Kehl (1971–1976) folgte das Studium der Rechtswissenschaft mit Promotion an der Universität Tübingen.
Nach dem Rechtsreferendariat am Landgericht Tübingen wurde Wolf-Dietrich Hamann zum Rechts- und Koordinierungsreferenten beim Regierungspräsidium Tübingen berufen, er war 1986 und 1987 in der Landespolizeidirektion mit der Zuständigkeit für Polizei- und Ausländerrecht tätig. Danach wurde er Sprecher des baden-württembergischen Umweltministers und Leiter der Presse- und Öffentlichkeitsarbeit im Umweltministerium (1987–1989). Weitere Stationen von Hammann waren die Dozentur für Öffentliches Recht, u. a. Ausländerrecht, an der Fachhochschule für öffentliche Verwaltung in Kehl, die Dozentur an der Führungsakademie Baden-Württemberg in Karlsruhe sowie Ausbildungsleitung und stellvertretender Personalreferent beim Regierungspräsidium Tübingen und der Lehrauftrag für Öffentliches Recht an der Universität Konstanz mit Ernennung zum Honorarprofessor 2010.
Im Jahr 2005 wurde er mit der Leitung der Abteilung Umwelt im Regierungspräsidium Tübingen betraut mit zusätzlicher Berufung zum Regierungsvizepräsidenten in Tübingen (2008).
Von Juli 2009 bis September 2013 bekleidete Hammann die Funktion des Landespolizeipräsidenten Baden-Württembergs. Am 1. Oktober 2013 wurde er als Nachfolger von Manfred Stehle Ministerialdirektor im Ministerium für Integration in Stuttgart. Mit seinem Nachfolger als Landespolizeipräsident, Gerhard Klotter, wurde erstmals ein Polizist und nicht mehr ein Jurist auf diesen Posten berufen. Nachdem das Integrationsministerium nach dem Regierungswechsel 2016 aufgelöst und seine Aufgaben teilweise dem Sozialministerium übertragen wurden, übernahm er dort in gleicher Position und als Nachfolger von Jürgen Lämmle. 2021 trat Hammann in den Ruhestand ein. Als Ministerialdirektor im Sozialministerium folgte ihm Uwe Lahl nach.
Wolf-Dietrich Hammann ist verheiratet, das Ehepaar hat einen erwachsenen Sohn.